# جورج د. برنتيس
جورج د. برنتيس (بالإنجليزية: George D. Prentice)‏ هو محرر وصحفي أمريكي، ولد في 18 ديسمبر 1802 في Preston, Connecticut ‏ في الولايات المتحدة، وتوفي في 22 يناير 1870 في مقاطعة جيفيرسون في الولايات المتحدة بسبب إنفلونزا.